# Tia Tamera
"Tia Tamera" é uma canção da cantora norte-americana Doja Cat, gravada para a edição deluxe de seu álbum de estúdio de estreia, Amala (2018). Conta com participação da rapper norte-americana Rico Nasty. Foi escrita por Doja Cat, Rico Nasty, Lydia Asrat, David Sprecher e Kurtis McKenzie, com a produção sendo realizada por Doja Cat e Kurtis McKenzie. "Tia Tamera" foi lançada para download digital e streaming em 20 de fevereiro de 2019, como o segundo single da edição deluxe (e quarto no geral) do álbum, através da Kemosabe e RCA Records.

## Composição
As letras fazem referência a celebridades como Aaliyah, Sia, Venus Williams, Serena Williams, Regina Hall, Wiz Khalifa, Nia Long, Madea, organizações como Genius e PETA, filmes como West Side Story, canções como "Rock the Boat" e marcas como Chia Pet, Ikea, Nokia. O título da faixa é rimada ao longo da letra com comparações de seus seios com as atrizes gêmeas Tia Mowry e Tamera Mowry.

## Recepção da crítica
A canção foi aclamada pela crítica de música por suas letras ecléticas e fluxo cativante. Ivie Ani, do Okayplayer, elogia o lirismo da faixa, chamando a composição de "rap atrevido, rebelde e real". Andre Gee, do Uproxx, descreve a canção e o videoclipe como "um vídeo colorido que permitiu a cada artista ser as personagens vibrantes que os amamos como".

## Vídeo musical
O vídeo musical, dirigido por Roxana Baldovin, estreou no YouTube em 21 de fevereiro de 2019. O vídeo é um "visual colorido" de Doja e Rico competindo em um game show dos anos 1990 contra suas respectivas sósias, com referência ao seriado Sister, Sister e ao game show da Nickelodeon, Double Dare. O vídeo dá uma "vibe colorida dos anos 90". A Pitchfork o classificou como um dos 20 Melhores Vídeos Musicais de 2019.

### Sinopse
O vídeo começa com Doja e Rico competindo em um game show contra suas sósias. O vídeo faz referência ao filme de comédia B*A*P*S de 1997 com penteados refeitos dos personagens principais do filme, Nisi, interpretada por Halle Berry, e Mickey, interpretada por Natalie Desselle. Durante as cenas finais, Doja e Rico derramam slime amarelo neon no apresentador do game show.

## Créditos
Todo o processo de elaboração de "Tia Tamera" atribui os seguintes créditos:
Gravação e publicação
- Gravada em 2018 nos The Himalayas (Los Angeles, Estados Unidos)
- Masterizada no Bernie Grundman Mastering (Hollywood, Estados Unidos)
- Publicada por BMI Publishing, Inc./Prescription Songs (BMI), The Arcade Songs (BMI), Desta Melodies (BMI), Yeti Yeti Yeti Music/WC Music Corp. (ASCAP), WC Music Corp. (ASCAP)

Pessoal
- Doja Cat: vocais, composição, produção
- Rico Nasty: vocais, composição
- Kurtis McKenzie: composição, produção
- Lydia Asrat: composição
- David Sprecher – composição, engenharia como Yeti
- Neal H Pogue: mixagem
- Mike Bozzi: masterização

## Histórico de lançamento
| Região | Data                    | Formato(s)                 | Gravadora    | Ref.   |
| ------ | ----------------------- | -------------------------- | ------------ | ------ |
| Várias | 20 de fevereiro de 2019 | Download digital streaming | Kemosabe RCA | [ 13 ] |